# یوهان آندریاس سگنر
یوهان آندریاس سگنر (مجاری: János András Segner؛ زاده ۹ اکتبر ۱۷۰۴ درگذشته ۵ اکتبر ۱۷۷۷) یک ریاضی‌دان و فیزیک‌دان اهل آلمان بود.